# تأثير الظل (فلم)
تأثير الظل (بالإنجليزية: The Shadow Effect) هو فيلم حركة وإثارة نفسية من إنتاج عام 2017 وإخراج أوبين وأمارياه أولسون وبطولة كام جيجنديت وجوناثان ريس مايرز ومايكل بين. تدور قصة الفيلم عن انقلاب حياة شاب رأسًا على عقب بعد امتزاج أحلامه العنيفة بالواقع. تم تصوير الفيلم في أتلانتا، جورجيا.

## وصلات خارجية
- مقالات تستعمل روابط فنية بلا صلة مع ويكي بيانات